# Domeniche da Tiffany
Domeniche da Tiffany (Sundays at Tiffany's) è un film TV del 2010 con protagonisti Alyssa Milano e Eric Winter. È tratto dal romanzo omonimo di James Patterson e Gabrielle Charbonnet.

## Trama
Jane è una bambina sola, in seguito al divorzio dei suoi genitori sua madre, direttrice di un teatro, è diventata cinica e arida, l'unica cosa che rende Jane felice è l'amicizia di Michael, un bambino della sua stessa età, che altri non è che un amico immaginario. È il giorno della vigilia di Natale, che tra l'altro coincide con il compleanno di Jane, ormai sta per compiere 10 anni, come spiega Michael è l'"età della coscienza" e secondo le regole degli amici immaginari, lui dovrà sparire per sempre dalla vita di Jane, cosa che avviene proprio nell'esatta ora in cui nasce la bambina, dato che adesso deve imparare a cavarsela da sola.
Sono trascorsi 28 anni, ormai Jane è una donna, lavora insieme a sua madre come amministratrice del teatro, sta per sposare il celebre attore Hugh Morrison, proprio il giorno del compleanno di Jane, nella vigilia di Natale. Jane all'apparenza sembra più che convinta che quella che conduce è una vita perfetta, ma in realtà è dubbiosa sul suo imminente matrimonio con Hugh, il quale appare più innamorato della sua carriera che della sua fidanzata, la madre di Jane non riesce a comprendere lo stato d'animo della figlia, dato che è più interessata a controllare la vita di Jane piuttosto che esserle di sostegno.
Ad un tratto, inaspettatamente, appare Michael, il suo amico immaginario che per lei ormai era soltanto un lontano ricordo. Jane è scioccata davanti al ritorno del suo amico, così come lo è pure lui dato che, oltre al fatto che adesso è visibile agli occhi di tutti e non solo a quelli di Jane, appare con le sembianze di un uomo adulto. Michael ha capito che è stata Jane, involontariamente, a invocarlo, proprio perché le serve una guida in questo momento così difficile della sua vita. Jane, che all'inizio seppur incuriosita dalla presenza di Michael lo considerava solo un fastidio, inizia ad affezionarsi a lui trascorrendo sempre più tempo con Michael riscoprendo il valore della semplicità, rapita dalla sua gentilezza e dalla sua disponibilità. Michael riesce velocemente a integrarsi nel mondo umano, e con il suo talento in cucina trova un lavoro come chef in un ristorante.
Michael sta iniziando a provare sensazioni sempre più umane, ormai è evidente che ciò che unisce lui e Jane non è più amicizia, ma amore, tanto che anche Hugh in poco tempo inizia a vedere in Michael una minaccia. Jane e Michael, travolti dalla passione, trascorrono la notte insieme a fare l'amore, ma purtroppo Michael è costretto a spiegarle che alla vigilia di Natale dovrà abbandonarla, proprio come successe 28 anni prima attenendosi alle regole dovrà separarsi da lei il giorno del suo compleanno. Jane sentendosi ferita, decide di non volerlo più vedere, e Michael per la prima volta sperimenta la sofferenza causata dall'amore.
Il giorno della vigilia di Natale è arrivato, Jane sta per compiere gli anni, inoltre lei e Hugh si sposeranno, ma proprio durante la cerimonia di matrimonio, Jane decide di non sposare più il suo fidanzato, lasciandolo davanti a tutti, comprendendo che il loro rapporto è privo di amore. Jane ormai è sicura che non rivedrà mai più il suo amato Michael, ma nonostante fosse vincolato alle regole degli amici immaginari, Michael contro ogni previsione non è scomparso. Infatti come afferma quest'ultimo «le regole sono fatte per essere infrante». Ormai Michael è diventato un umano, e con grande felicità di Jane finalmente potrà restarle accanto per sempre e ora i due possono vivere il loro amore senza che nulla possa ostacolarli.